# Qinghe (köping i Kina, Inre Mongoliet, lat 43,72, long 121,94)
Qinghe (kinesiska: 庆和, 庆和镇) är en köping i Kina. Den ligger i den autonoma regionen Inre Mongoliet, i den norra delen av landet, omkring 910 kilometer öster om regionhuvudstaden Hohhot. Antalet invånare är 22508. Befolkningen består av 10 988 kvinnor och 11 520 män. Barn under 15 år utgör 16,0 %, vuxna 15-64 år 76 %, och äldre över 65 år 6,0 %.
Genomsnittlig årsnederbörd är 777 millimeter. Den regnigaste månaden är juli, med i genomsnitt 137 mm nederbörd, och den torraste är januari, med 4 mm nederbörd.